# Mozacu, Argeș
Mozacu este un sat în comuna Negrași din județul Argeș, Muntenia, România.